# Gåsviksjön
Gåsviksjön är en sjö i Norrtälje kommun i Uppland och ingår i Skeboån-Broströmmens kustområde. Sjön har en area på 0,147 kvadratkilometer och ligger 0,7 meter över havet.

## Delavrinningsområde
Gåsviksjön ingår i det delavrinningsområde (664946-166835) som SMHI kallar för Mynnar i Väddö kanal. Medelhöjden är 20 meter över havet och ytan är 8,1 kvadratkilometer. Räknas de 3 avrinningsområdena uppströms in blir den ackumulerade arean 59,1 kvadratkilometer. Vattendraget som avvattnar avrinningsområdet har biflödesordning 2, vilket innebär att vattnet flödar genom totalt 2 vattendrag innan det når havet efter 0,5 kilometer. Avrinningsområdet består mestadels av skog (61 procent), öppen mark (13 procent) och jordbruk (20 procent). Avrinningsområdet har 0,25 kvadratkilometer vattenytor vilket ger det en sjöprocent på 3,1 procent.